# 布里斯托布拉巴宗

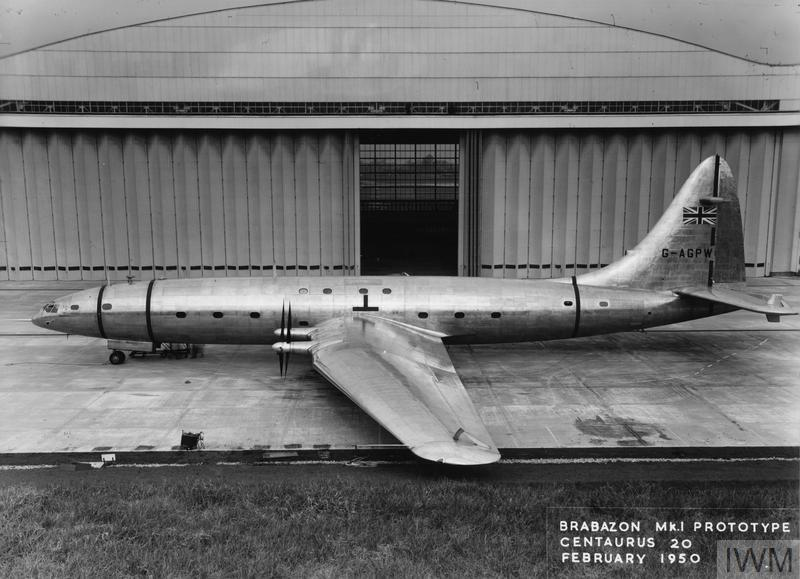

布里斯托布拉巴宗（Bristol 167 Brabazon Mk1），是英国布里斯托飞机公司（其後併入英国飞机公司）从1946年至1948年用了3年时间研制生产的一种大型客机。它采用了八具 2,650马力双螺旋桨活塞发动机。1949年首飞。1950年在范堡罗航展展出。

## 外部連結
- The Bristol Brabazon - Engineering masterpiece or Great White Elephant
- Bristol Brabazon profile （页面存档备份，存于）